# Moorenweis
Moorenweis település Németországban, azon belül Bajorországban. Lakosainak száma 4244 fő (2023. december 31.).

## Népesség
A település népessége az elmúlt években az alábbi módon változott:
| Lakosok száma | 780  | 1340 | 2345 | 2900 | 3863 | 3932 | 4008 | 4058 | 4111 | 4244 |
|               | 1875 | 1950 | 1975 | 1987 | 2012 | 2014 | 2016 | 2017 | 2021 | 2023 |